# Список глав государств в 1243 году
Список глав государств в 1242 году — 1243 год — Список глав государств в 1244 году — Список глав государств по годам

## Азия
- Аббасидский халифат — Аль-Мустасим Биллах, халиф (1242—1258)
- Айюбиды —
  - Ан-Насир Юсуф, эмир Алеппо[англ.] (1236—1260)
  - Аль-Ашраф Муса, эмир Дамаска[англ.] (1237 — 1238, 1239—1245)
  - Аль-Музаффар Гази, эмир Месопотамии[англ.] (1220—1247)
  - Аль-Музаффар Махмуд, эмир Хамы[англ.] (1229—1244)
  - Аль-Мансур Ибрагим, эмир Хомса[англ.] (1240—1246)
- Анатолийские бейлики —
  - Артукиды — Гази I Наджм, эмир Мардина (1239—1260)
  - Менгджуки (Менгучегиды) — 
    - Музаффар ад-дин Мухаммед, бей (1228—1243)
    - в 1243 году бейлик завоеван монголами

  - Османский бейлик — Эртогрул, бей (1230—1281)
- Антиохийское княжество — Боэмунд V, князь (1233—1252)
- Грузинское царство — Русудан, царица (1223—1245)
- Дайвьет — Чан Тхай Тонг, император[англ.] (1225—1258)
- Дали (Дачжун) — Дуань Цзыансян, император (1238—1251)
- Иерусалимское королевство — Конрад II, король (1228—1254)
- Индия —
  - Ахом — Сукапхаа, махараджа[англ.] (1228—1268)
  - Вагела[англ.] — Вирдхавала, раджа[англ.] (ок. 1243 — ок. 1262)
  - Венад[англ.] — Падманабха Мартанда Варма Тирувади, махараджа[англ.] (1240—1252)
  - Восточные Ганги[англ.] — Нарасимха Дева II, царь[англ.] (1238—1264)
  - Делийский султанат — Масуд-шах, султан (1242—1246)
  - Какатия — Ганапати, раджа (1199—1261)
  - Камата — Сандхья, махараджа (1228—1260)
  - Качари — Макардвай Нарайян, царь (ок. 1210 — ок. 1286)
  - Кашмир (Лохара) — Самграмадева, царь[англ.] (1235—1252)
  - Пандья — Мараварман Сундара II, раджа (1238—1251)
  - Парамара[англ.] — Джайтугидева, махараджа[англ.] (1239—1255)
  - Соланки — Трибуванпал, раджа (1242—1244)
  - Хойсала — Вира Сомешвара, махараджадхираджа (1235—1253)
  - Чандела — Траилокьяварман, раджа (1203—1254)
  - Чола — Раджараджа Чола III, махараджа (1218—1246)
  - Ядавы (Сеунадеша) — Сингхана II, махараджа (1200—1247)
- Индонезия —
  - Сингасари — Анусапати, раджа (1227—1248)
  - Сунда — Гуру Дармасикса, махараджа (1175—1297)
- Иран —
  -  Баванди — Ардашир II, испахбад (1238—1249)
  -  Хазараспиды — Малик Хазарасп, атабек (1204—1248)
- Йемен —
  -  Расулиды — Аль-Мансур Умар I, эмир (1229—1249)
- Кедах — Муджаффар Шах II, султан[англ.] (1236—1280)
- Киликийское царство — Забел, царица (1219—1252)
- Кипрское королевство — Генрих I, король (1218—1253)
- Китай (Империя Сун)  — Ли-цзун (Чжао Юнь), император (1224—1264)
- Кхмерская империя (Камбуджадеша) — 
  - Индраварман II, император (1218—1243)
  - Джаяварман VIII, император (1243—1295)
- Конийский (Румский) султанат — Кей-Хосров II, султан (1237—1246)
- Корея (Корё)  — Коджон, ван (1213—1259)
- Лемро — 
  - Аломафью, царь[англ.] (1237—1243)
  - Разатху I, царь[англ.] (1243—1246)
- Мальдивы — Валла Дио, султан (1233—1258)
- Монгольская империя — Дорегене, регент (1241—1246)
  - Золотая Орда (Улус Джучи) — Батый, хан (1224—1255)
  - Чагатайский улус — Хара-Хулагу, хан (1242—1247, 1251—1252)
- Никейская империя — Иоанн III Дука Ватац, император (1221—1254)
- Паган — Кьясва, царь[англ.] (1235—1251)
- Рюкю — Сюн Бадзюнки, ван (1237—1248)
- Сельджукиды — Бадр ад-Дин Лулу, эмир Мосула (1234—1259)
- Сукхотаи (Сиам) — Си Индрадитья (Банг Кланг Хао), царь[англ.] (1238—1279)
- Трапезундская империя — Мануил I, император (1238—1263)
- Графство Триполи — Боэмунд V, граф (1233—1252)
- Тямпа — Джая Парамесвараварман II, царь (1220—1254)
- Ширван — 
  - Фарибурз III, ширваншах (1225—1243)
  - Ахситан II, ширваншах (1243—1260)
- Шри Ланка — 
  - Дамбадения[англ.] — Параккамабаху II, царь (1234—1269)
  - Джафна — Калинга Магха, царь[англ.] (1215—1255)
- Япония — 
  - Го-Сага, император (1242—1246)
  - Фудзивара-но Ёрицунэ, сёгун (1226—1244)

## Америка
- Куско — Синчи Рока, сапа инка (1230—1260)

## Африка
- Абдальвадиды (Зайяниды) — Абу Ахья бин Зайян, султан (1236—1283)
- Айюбиды — Ас-Салих II, султан Египта (1240—1249)
- Альмохады — Али Абуль-Хасан ас-Саид, халиф (1242—1248)
- Бенинское царство — Эвека I, оба[англ.] (1180—1246)
- Вогодого — Недега, нааба (ок. 1230 — ок. 1253)
- Канем — Дунама II Дибалами, маи (1221—1259)
- Кано[англ.] — Нагуджи, король[англ.] (1194—1247)
- Килва — Боне ибн Сулейман, султан (1225—1263)
- Мали — Сундиата Кейта (Мари Диата I), манса (1235—1255)
- Мариниды — Мухаммад I, султан (1240—1244)
- Нри[англ.] — Буифе, эзе[англ.] (1159—1259)
- Хафсиды — Абу Закария Яхья I, султан (1229—1249)
- Шоа — Малзаррах, султан[англ.] (1239—1252)
- Эфиопия — Йэтбарак, император (1207—1247)

## Европа
- Англия — Генрих III, король (1216—1272)
- Болгарское царство — Коломан I Асень, царь (1241—1246)
- Босния — Матвей Нинослав, бан (1232—1250)
- Венгрия — Бела IV, король (1235—1270)
- Венецианская республика — Якопо Тьеполо, дож (1229—1249)
- Дания — Эрик IV, король (1241—1250)
- Ирландия —
  - Десмонд — Кормак Финн Маккарти, король (1229—1247)
  - Коннахт — Фелим мак Катал Уа Конхобар, король (1233—1265)
  - Тир Эогайн — Бриан Уа Нейлл, король (1238—1260)
  - Томонд — Конхобар на Киудайне O’Брайен, король (1242—1258)
- Испания —
  - Ампурьяс — Понс IV, граф (1230—1269)
  - Арагон — Хайме I Завоеватель, король (1213—1276)
  - Гранадский эмират — Мухаммад I аль-Галиб, эмир (1238—1273)
  - Кастилия и Леон — Фернандо III, король (1230—1252)
  - Мальорка — Хайме I Завоеватель, король (1231—1276)
  - Наварра — Теобальдо I (Тибо IV Шампанский), король (1234—1253)
  - Ньебла (тайфа) — Су Аиб, эмир (1234—1262)
  - Пальярс Верхний — Роже II де Комменж, граф (ок. 1240 — ок. 1257)
  - Прованс — Раймунд Беренгер IV, граф (1209—1245)
  - Урхель — 
    - Понс I де Кабрера, граф (1236—1243)
    - Эрменгол IX, граф (1243)
    - Альваро, граф (1243—1267)
- Латинская империя — Балдуин II де Куртене, император (1228—1261)
  - Герцогство Афинское — Ги I де ла Рош, герцог (1225—1263)
  - Ахейское княжество — Жоффруа II де Виллардуэн, князь (1229—1246)
  - Наксосское герцогство — Анжело Санудо, герцог (1227—1262)
  - Эпирское царство — Михаил II Комнин Дука, царь (1230—1266/1268)
- Литовское княжество — Миндовг, великий князь (1236—1253)
- Норвегия — Хакон IV Старый, король (1217—1263)
- Островов королевство —
  - Дункан, король Островов и Аргайла (ок. 1200 — 1247)
  - Дугал III, король Островов и Гарморана (ок. 1240 — 1268)
  - Дональд, король Островов и Кинтайра (1209 — ок. 1250)
  - Харальд I, король Островов и Мэна (1237—1248)
- Папская область — Иннокентий IV, папа римский (1243—1254)
- Польша —
  - Краковское княжество — 
    - Конрад I Мазовецкий, князь (1229 — 1232, 1241—1243)
    - Болеслав V Стыдливый, князь (1243—1279)

  - Великопольское княжество — 
    - Пшемысл I, князь (1241—1247)
    - Болеслав Набожный, князь (1241—1247)

  - Куявское княжество — Казимир I Куявский, князь (1233—1267)
  - Ленчицкое княжество — Конрад I Мазовецкий, князь[пол.] (1231—1247)
  - Сандомирское княжество — Болеслав V Стыдливый, князь (1232—1279)
  - Серадзское княжество — Конрад I Мазовецкий, князь (1234—1247)
  - Силезское княжество —
    - Нижняя Силезия — Болеслав II Рогатка, князь[англ.] (1241—1248)
    - Опольско-Ратиборское княжество — Мешко II, князь (1230—1246)

  - Мазовецкое княжество — Конрад I, князь[англ.] (1194—1247)
    - Плоцкое княжество — Болеслав I Мазовецкий, князь (1234—1247)
- Померания —
  - Померания-Деммин — Вартислав II, герцог (1219—1264)
  - Померания-Щецин — Барним I Добрый, герцог (1220—1278)
- Померелия (Поморье) — 
  - Рацибор, князь (в Бялогарде) (1220—1252)
  - Святополк II, князь (в Гданьске и Свеце) (1220—1266)
  - Самбор II, князь (в Любишеве) (1220 — ок. 1278)
- Португалия — Саншу II, король (1223—1247)
- Русские княжества — 
  -  Владимиро-Суздальское княжество — Ярослав Всеволодович, великий князь Владимирский (1238—1246)
    -  Белозерское княжество — Глеб Василькович, князь (1238—1278)
    -  Переяславль-Залесское княжество — Ярослав Всеволодович, князь (1212—1246)
    -  Ростовское княжество — Борис Василькович, князь (1238—1277)
    -  Стародубское княжество — Иван Всеволодович Каша, князь (1238—1247)
    -  Суздальское княжество — Святослав Всеволодович, князь (1238—1252)
    -  Углицкое княжество — Владимир Константинович, князь (1218—1249)
    -  Ярославское княжество — Василий Всеволодович, князь (1238—1249)

  -  Киевское княжество — 
    - Михаил Всеволодович, великий князь Киевский (1238 — 1239, 1240—1243)
    - Ярослав Всеволодович, великий князь Киевский (1236—1238, 1243—1246)

  -  Галицко-Волынское княжество — Даниил Романович, князь (1238—1254)
    -  Волынское княжество — Василько Романович, князь (1238—1269)

  -  Луцкое княжество — Ростислав Михайлович, князь (1240—1243)
  -  Муромское княжество — Ярослав Юрьевич, князь (1237 — ок. 1248)
  -  Новгород-Северское княжество — Андрей Мстиславич, князь (ок. 1238 — ок. 1245)
  -  Новгородское княжество — Александр Ярославич Невский, князь (1236—1240, 1241—1252, 1257—1259)
  -  Полоцкое княжество — Брячислав Василькович, князь (1232 — ок. 1248)
    -  Витебское княжество — Изяслав Брячиславич, князь (1232—1262, 1264)

  -  Смоленское княжество — Всеволод Мстиславич, князь (ок. 1238 — ок. 1249)
  -  Черниговское княжество — 
    - Ростислав Михайлович, князь (1241—1243)
    - Михаил Всеволодович, князь (1223—1234, 1239—1241, 1243—1246)
- Священная Римская империя — Фридрих II, король Германии, император Священной Римской империи (1220—1250)
  - Австрия — Фридрих II, герцог (1230—1246)
  - Ангальт — Генрих I, князь (1218—1252)
  - Бавария — Оттон II Светлейший, герцог (1231—1253)
  - Баден — 
    - Герман V, маркграф (1190—1243)
    - Герман VI, маркграф (1243—1250)

  - Баден-Хахберг — Генрих II, маркграф (1231—1290)
  - Бар — Тибо II, граф (1239—1291)
  - Берг — Генрих I Лимбургский, граф (1225—1247)
  - Брабант — Генрих II, герцог (1235—1248)
  - Бранденбург — 
    - Иоганн I, маркграф (1220—1266)
    - Оттон III Благочестивый, маркграф (1220—1267)

  - Брауншвейг-Люнебург — Оттон I, герцог (1235—1252)
  - Бургундия (графство) — Оттон III, пфальцграф (1231—1248)
  - Вальдек — Адольф I, граф (1224—1270)
  - Веймар-Орламюнде[нем.] — 
    - Альбрехт II, граф (1211—1245)
    - Герман II, граф (1211—1247)

  - Вестфалия — Конрад фон Гохштаден, герцог (курфюрст Кельнский) (1238—1261)
  - Вюртемберг — Ульрих I, граф (ок. 1241 — 1265)
  - Гелдерн — Оттон II, граф (1229—1271)
  - Голландия — Виллем II, граф (1234—1256)
  - Гольштейн — 
    - Иоанн I, граф (1238—1261)
    - Герхард I, граф (1238—1261)

  - Каринтия — Бернард, герцог (1201—1256)
  - Клеве — Дитрих V, граф (1201—1260)
  - Лимбург — Генрих IV, герцог (1226—1247)
  - Лотарингия — Матьё II, герцог (1220—1251)
  - Лужицкая (Саксонская Восточная) марка — Генрих III, маркграф (1221—1288)
  - Люксембург — Эрмезинда, графиня (1197—1247)
  - Марк — Адольф I, граф (1198—1249)
  - Мейсенская марка — Генрих III, маркграф (1221—1288)
  - Мекленбург — Иоганн I Теолог, князь (1227—1264)
    - Мекленбург-Верле — Николай I, князь (1227—1277)
    - Мекленбург-Пархим —  Прибислав I, князь (1227—1256)
    - Мекленбург-Росток — Генрих Борвин III, князь (1227—1277)

  - Мерания — Оттон II (Оттон III Бургундский), герцог (1234—1248)
  - Монбельяр — Тьерри III, граф (1228—1283)
  - Монферрат — Бонифаций II, маркграф (1226—1253)
  - Намюр — Балдуин II, император Латинской империи, маркграф (1237—1256)
  - Нассау — Генрих II, граф (1198—1247)
  - Ольденбург — 
    - Христиан II, граф (1209—1251)
    - Оттон I, граф (1209—1256)

  - Рейнский Пфальц — Оттон II Светлейший, пфальцграф (1227—1253)
  - Саарбрюккен — Симон III, граф (1207—1245)
  - Савойя — Амадей IV, граф (1233—1253)
  - Саксония — Альбрехт I, герцог (1212—1260)
  - Салуццо — Манфред III, маркграф (1215—1244)
  - Тироль — Альбрехт IV, граф (1190—1253)
  - Трирское курфюршество — Арнольд фон Изенбург, курфюрст (1242—1259)
  - Тюрингия — Генрих IV Распе, ландграф (1241—1247)
  - Чехия — Вацлав I, король (1230—1253)
  - Швабия — Конрад III, герцог (1235—1254)
  - Шверин — Гунцелин III, граф (1228—1274)
  - Эно (Геннегау) — Жанна, графиня (1205—1244)
  - Юлих — Вильгельм IV, граф (1218—1278)
- Сербия — 
  - Стефан Владислав I, король (1234—1243)
  - Стефан Урош I, король (1243—1276)
- Сицилийское королевство — Федерико II, король (1197—1212, 1217—1250)
- Тевтонский орден — Герхард фон Мальберг, великий магистр (1240—1244)
  - Ливонский орден — Дитрих фон Грюнинген, ландмейстер (1238—1241, 1242—1246)
- Уэльс —
  - Гвинед — Давид II ап Лливелин, принц Гвинеда и Уэльса (1240—1246)
  - Дехейбарт — 
    - Рис Мечилл, принц Диневура (1234—1244)
    - Маредид ап Рис Григ, принц Дрислуина (1234—1271)

  - Поуис Вадог — Грифид ап Мадог, король (1236—1269)
  - Поуис Венвинвин — Грифид ап Гвенвинвин, принц (1241—1286)
- Франция — Людовик IX Святой, король (1226—1270)
  - Ангулем — Изабелла, графиня (1202—1246)
  - Арманьяк — Бернар V, граф (1241—1245)
  - Артуа — Роберт I Добрый, граф (1237—1250)
  - Блуа — Жан I де Шатильон, граф (1241—1279)
  - Бретань — Жан I, герцог (1237—1286)
  - Булонь — Матильда де Даммартен, графиня (1216—1260)
  - Бургундия (герцогство) — Гуго IV, герцог (1218—1272)
  - Невер — Матильда де Куртене, графиня (1199—1257)
  - Овернь — Гильом X, граф (1222—1247)
  - Прованс — Раймунд VII Тулузский, маркиз (1222—1249)
  - Тулуза — Раймонд VII, граф (1222—1249)
  - Фландрия — Жанна, графиня (1205—1244)
  - Фуа — Роже IV, граф (1241—1265)
  - Шампань — Тибо IV Трубадур, граф (1201—1253)
- Швеция — Эрик Шепелявый, король (1222—1229, 1234—1250)
- Шотландия — Александр II, король (1214—1249)

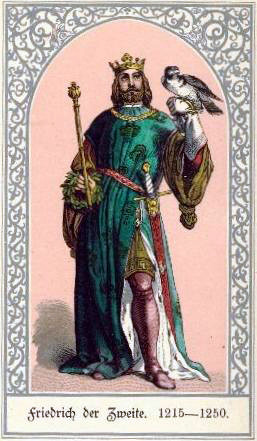
Фридрих II 1220—1250 Император Священной Римской империи
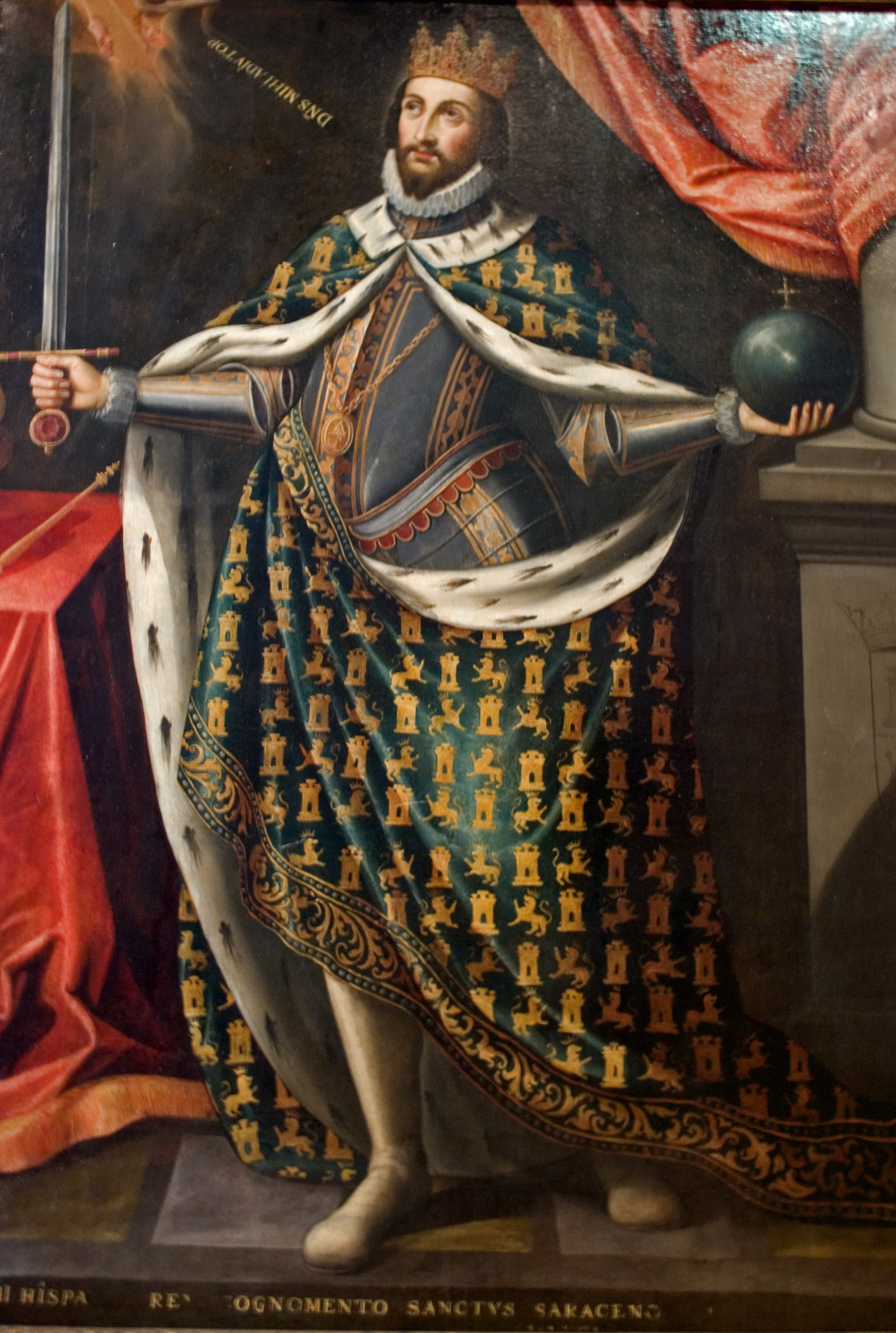
Фернандо III 1230—1252 Король Кастилии и Леона
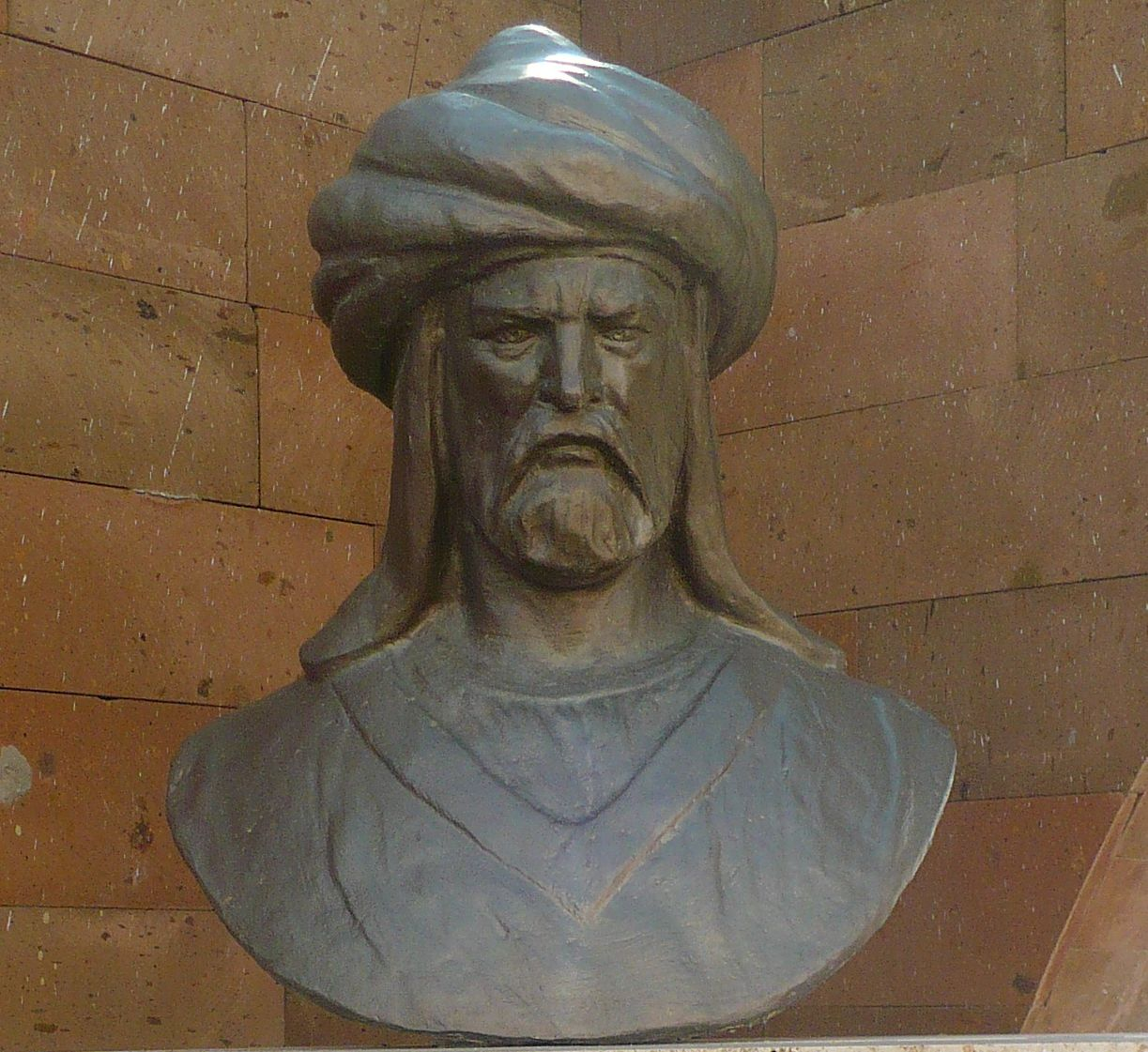
Батый 1227—1255 Хан Золотой Орды
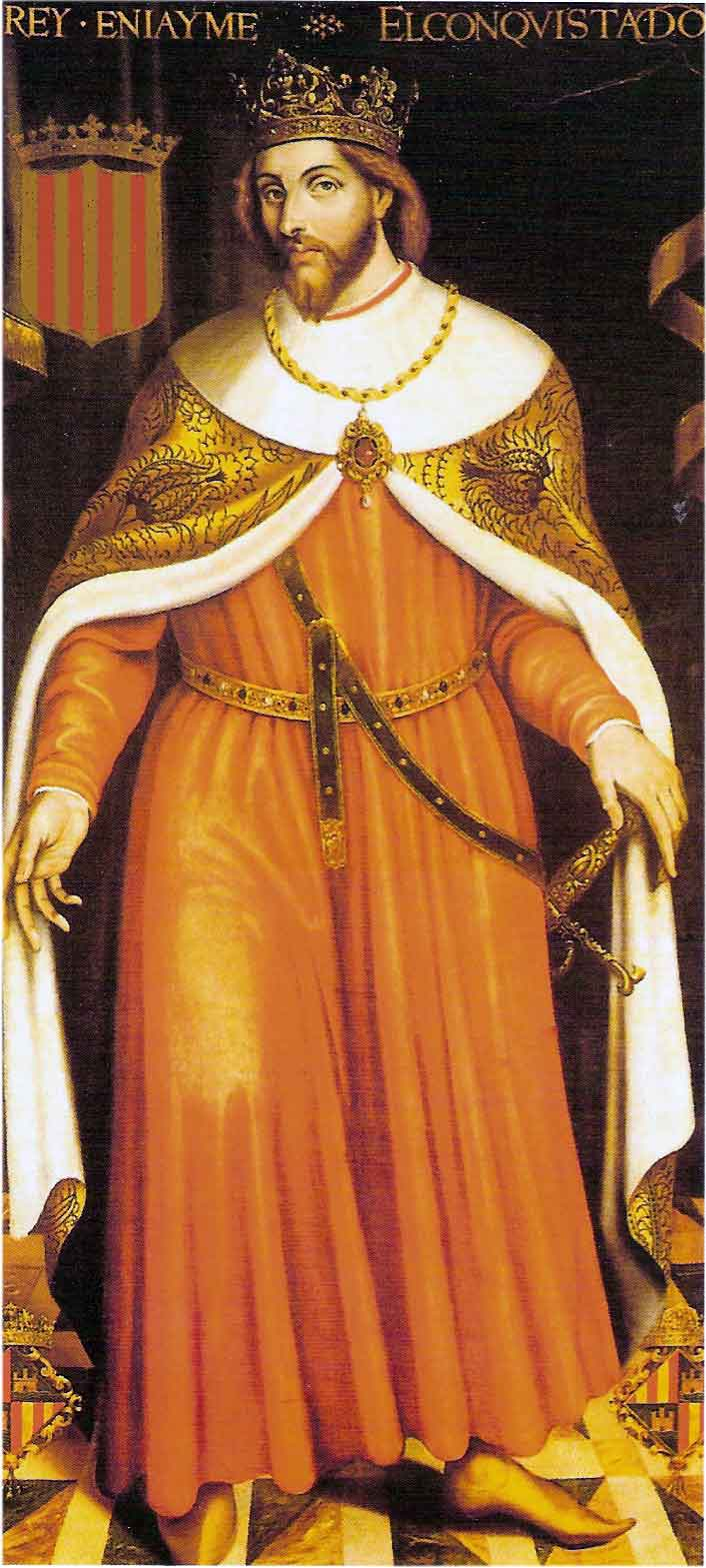
Хайме I Завоеватель 1213—1276 Король Арагона
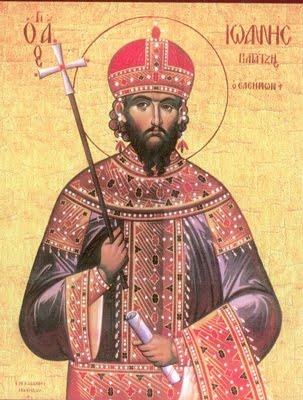
Иоанн III Дука Ватац 1221—1254 Император Никейской империи
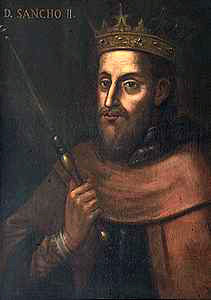
Саншу II 1223—1247 Король Португалии
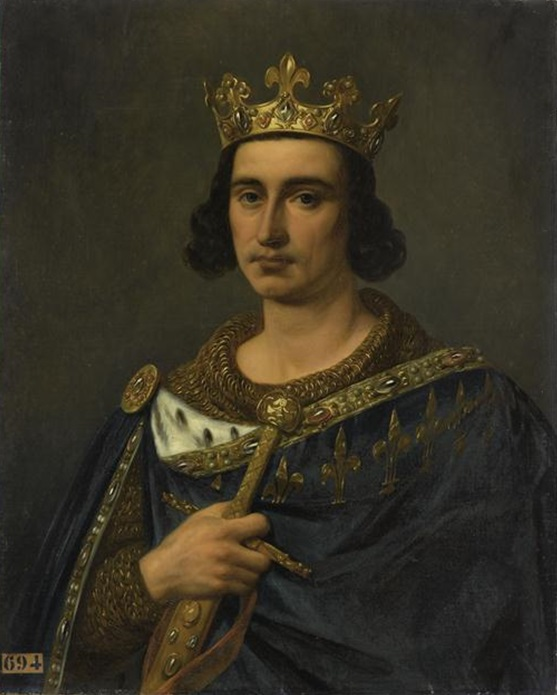
Людовик IX Святой 1226—1270 Король Франции
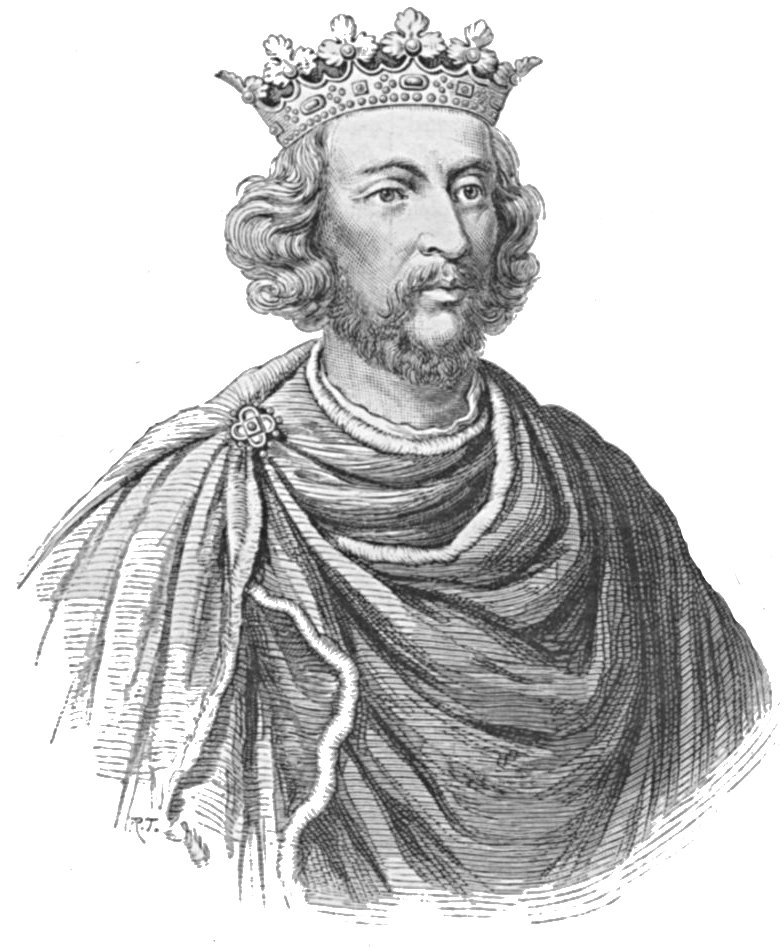
Генрих III 1216—1272 Король Англии
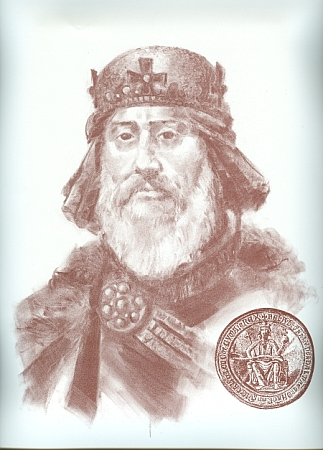
Бела IV 1235—1270 Король Венгрии
Ли-цзун 1224—1264 Император Китая
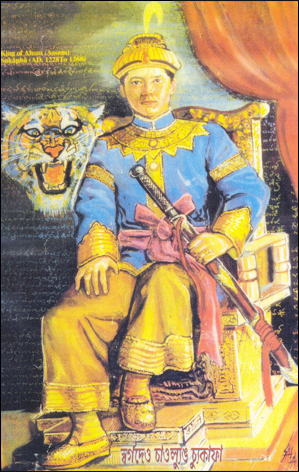
Сукапхаа 1228—1268 Махараджа Ахома
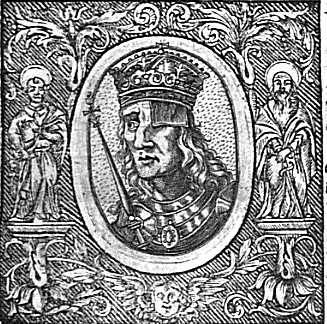
Вацлав I 1230—1252 Король Чехии
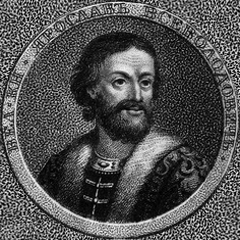
Ярослав Всеволодович 1238—1246 Великий князь Владимирский
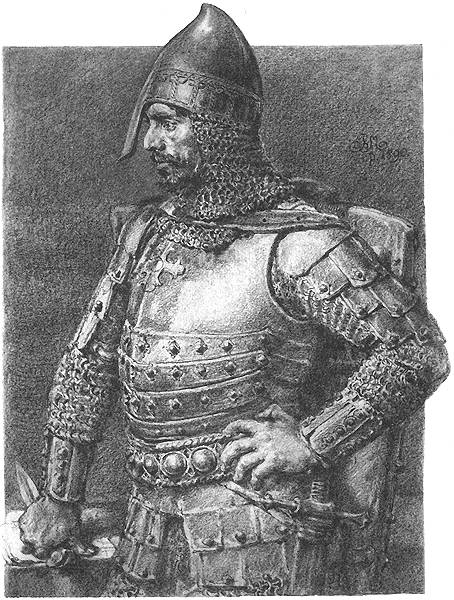
Конрад I Мазовецкий 1229—1232, 1241—1243 Князь Краковский
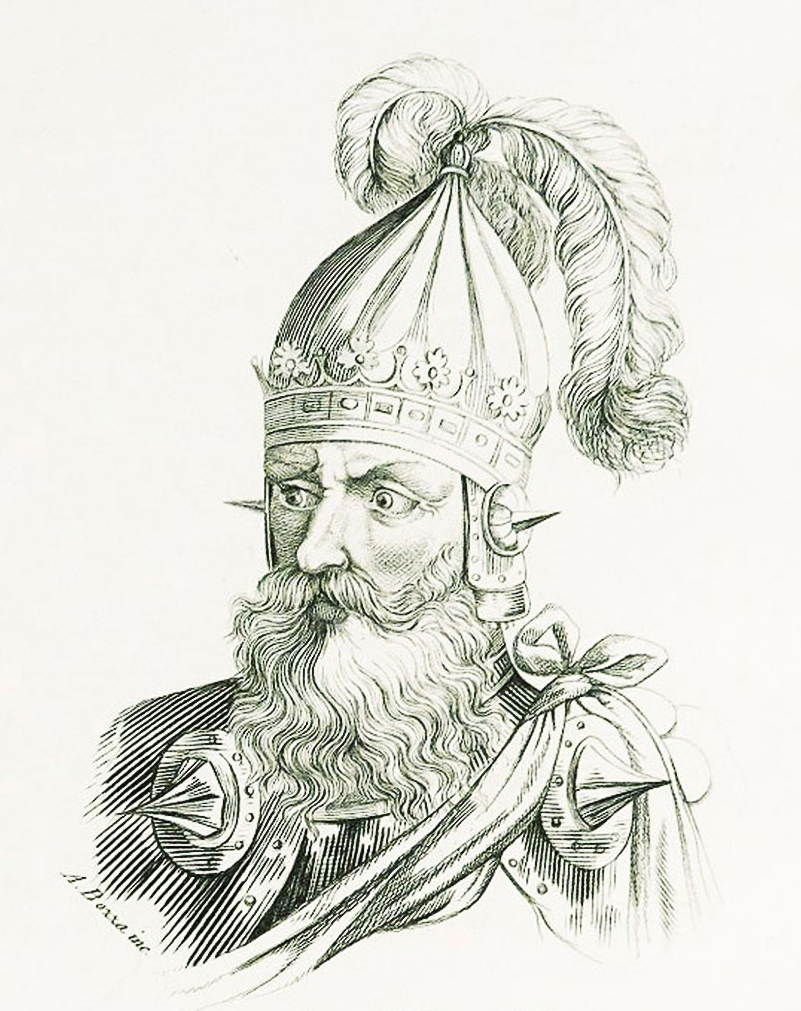
Миндовг 1236—1253 Великий князь Литовский
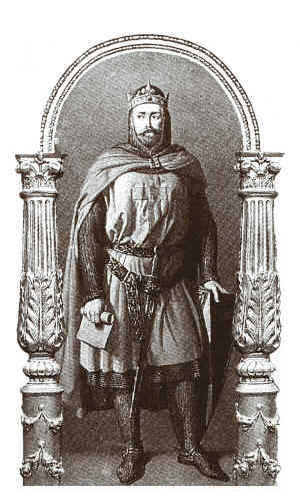
Теобальдо I 1234—1253 Король Наварры
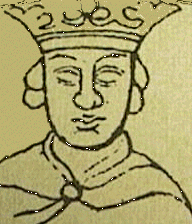
Эрик Шепелявый 1234—1250 Король Швеции
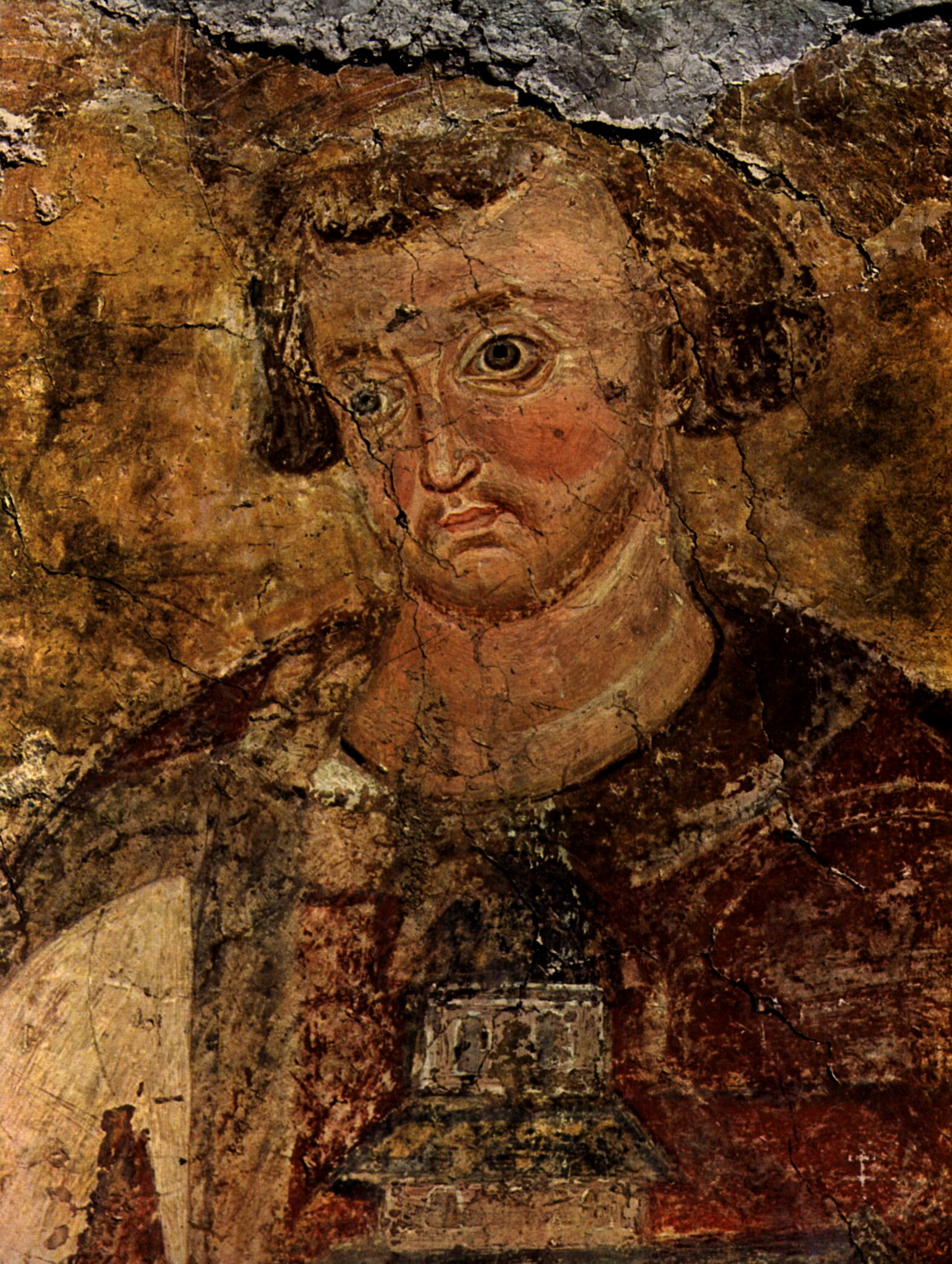
Стефан Владислав 1234—1243 Король Сербии
Си Индрадитья 1238—1279 Царь Сукхотаи
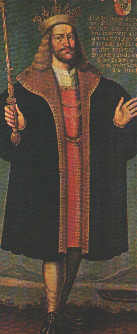
Эрик IV 1241—1250 Король Дании
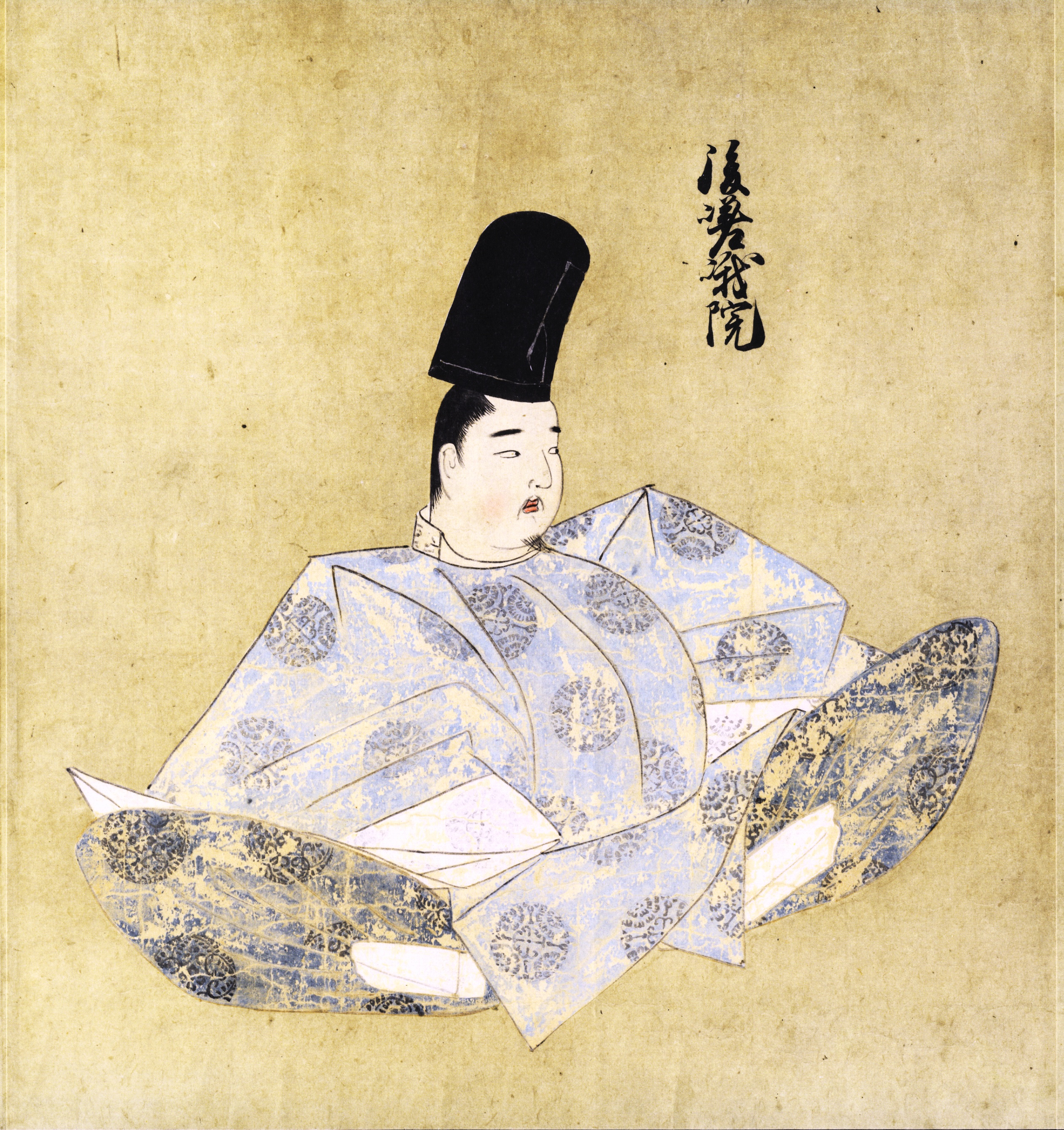
Го-Сага 1242—1246 Император Японии
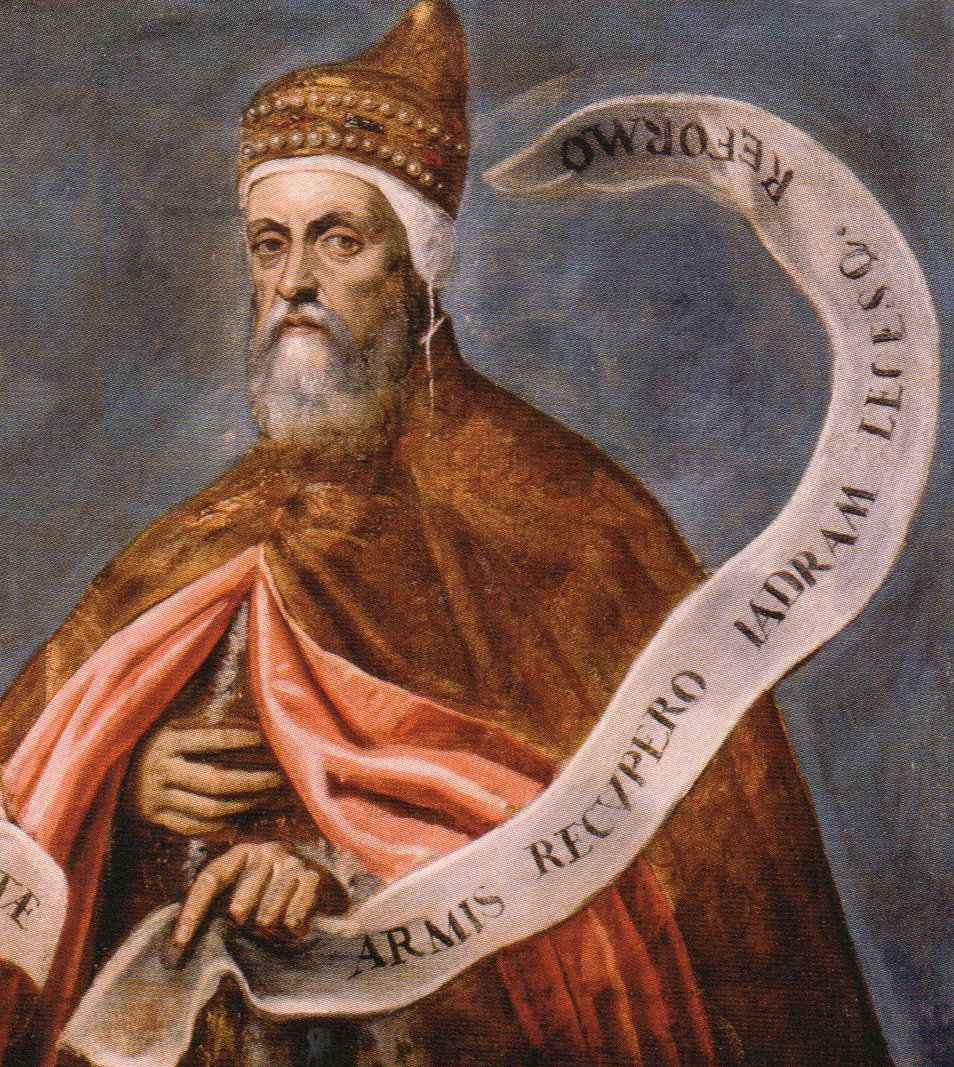
Якопо Тьеполо 1229—1249 Дож Венеции
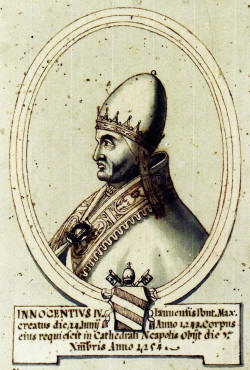
Иннокентий IV 1243—1254 Папа Римский